# Bankhaus am Kohlmarkt

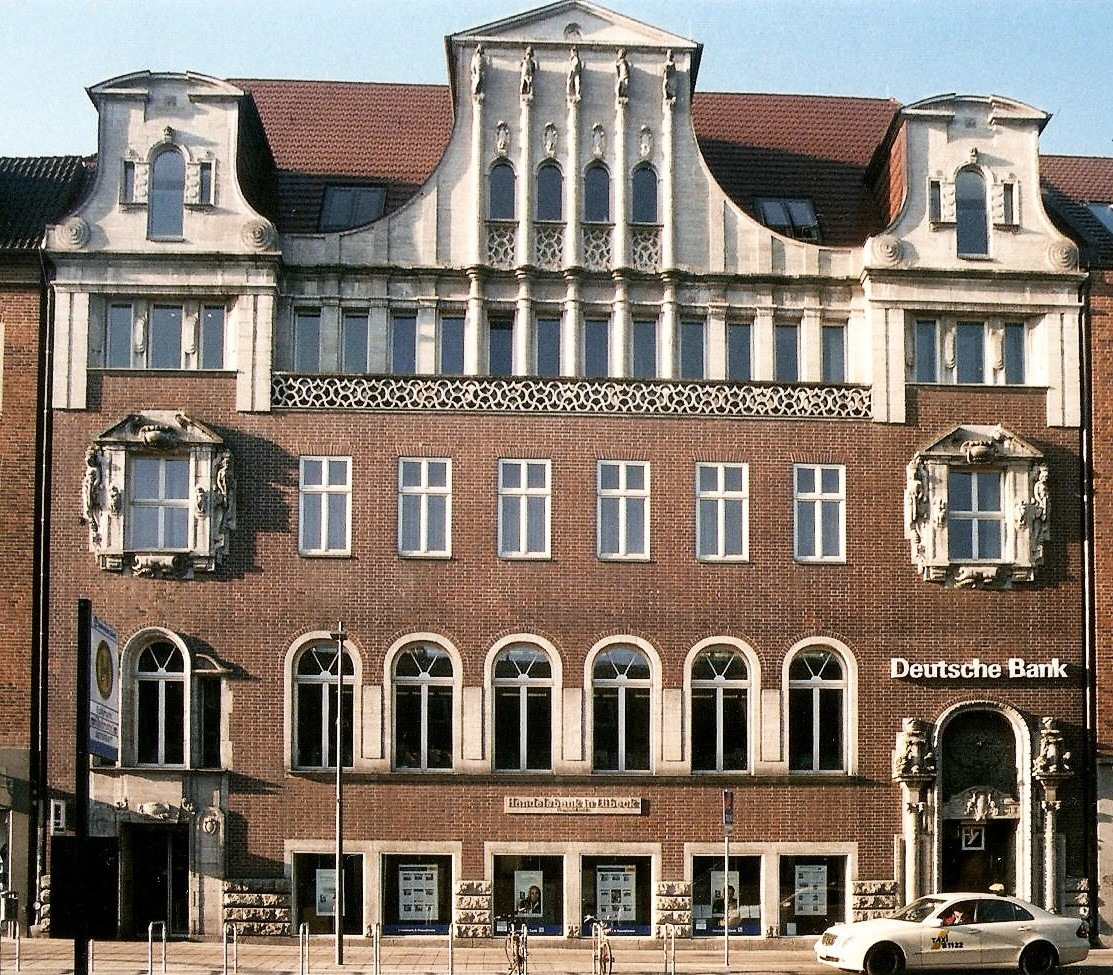
Das Bankhaus am Kohlmarkt (2012)

Das Bankhaus am Kohlmarkt ist ein historisches Bankgebäude in Lübeck, Kohlmarkt 7–11. Es liegt auf der Südseite des Kohlmarkts im Zentrum der Lübecker Altstadt, unmittelbar gegenüber vom Markt und nahe dem Rathaus.

## Geschichte

Breite Straße 55

Die Credit- und Versicherungsbank wurde am 19. September 1856 gegründet und am 1. Juni 1859 in die Commerz-Bank in Lübeck umbenannt. Sie befand sich seit 1863 in einem an der Ecke Breite Straße Johannisstraße im Jahr 1855 errichteten spätklassizistischen Geschäftshaus. Zu Beginn des 20. Jahrhunderts wurde deutlich, dass dieses Gebäude nicht mehr den Anforderungen und dem wachsenden Umfang eines modernen Bankbetriebs entsprach. Es wurde notwendig, ein neues Gebäude zu errichten, das ganz auf diesen Verwendungszweck zugeschnitten war.
Die Commerz-Bank erwarb zu diesem Zweck 1908 die Grundstücke Kohlmarkt 7–11 und schrieb für das neue Bankhaus einen Architektenwettbewerb, an dem der aus Lübeck stammende Architekt Karl von Großheim regen Anteil hatte, aus, zu dem 87 Beiträge eingereicht wurden und aus dem der Entwurf der auf Bürobauten spezialisierten Berliner Architekten Richard Bielenberg (1871–1929) und Josef Moser (1872–1963) als Sieger hervorging. Dieser Entwurf eines Gebäudes im Heimatschutzstil nahm Bezug auf die Formensprache der in Lübeck verbreiteten Backsteinrenaissance. Die Gestaltung des Bankhauses orientierte sich an den Proportionen und Formen des benachbarten Renaissance-Giebelhauses Kohlmarkt 13. Die dreistöckige Backstein-Straßenfassade mit zwei kleinen Seitengiebeln und einem dominierenden Mittelgiebel orientierte sich in Maßstab und Form am direkt benachbarten Renaissance-Giebelhaus Kohlmarkt 15; der Mittelgiebel des Neubaus übernahm sogar sehr deutlich die Gestalt des historischen Bauwerks. Im Keller erhielt das Gebäude zeitgemäße große Tresorräume auf dem seinerzeit neuesten Stand der Sicherheitstechnik.
Der Bau des neuen Bankhauses begann 1909; im Dezember 1910 war er fertiggestellt und wurde von der Commerz-Bank bezogen. Die gesamten Baukosten beliefen sich auf 1,3 Millionen Mark, von denen ein erheblicher Teil bereits durch den Verkauf des alten Hauses gedeckt wurde.
Beim Luftangriff auf Lübeck am 29. März 1942 wurde das Bauwerk bis auf die Fassade weitgehend zerstört, die Tresorräume jedoch blieben mitsamt allen dort eingelagerten Inhalten unversehrt. Die Bank, 1940 wegen der Namensähnlichkeit mit der Commerzbank umbenannt in Handelsbank in Lübeck, verlagerte ihren Betrieb in ein Ausweichquartier in der Ernestinenschule, während zugleich trotz der kriegsbedingten Schwierigkeiten der Wiederaufbau des Bankhauses am Kohlmarkt anlief. Es gelang in den folgenden drei Jahren, das Gebäude notdürftig, aber nutzbar wiederherzurichten. Ende April, wenige Tage vor der Besetzung Lübecks durch britische Truppen, verlegte die Handelsbank ihre Geschäftsräume wieder in das Haus am Kohlmarkt.
Das Gebäude ist bis heute Sitz der Deutschen Bank, in der die Handelsbank in Gestalt ihres seit 1993 bestehenden Nachfolgeinstituts Deutsche Bank in Lübeck 2002 aufgegangen ist.

Das Bankhaus (1910)
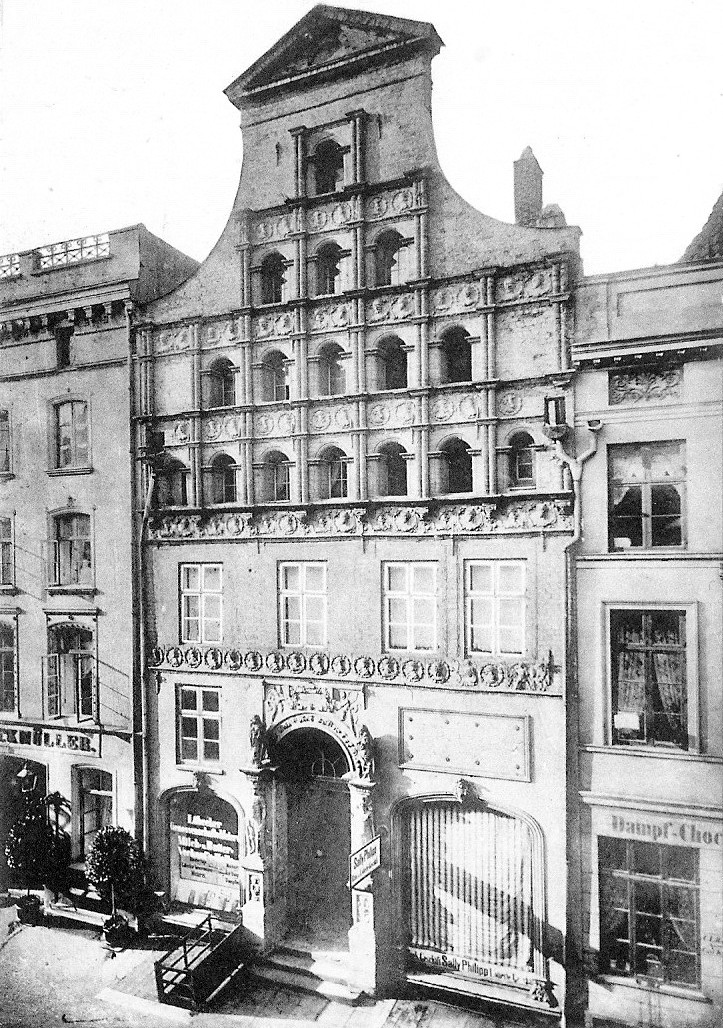
Kohlmarkt 13